# Line Friends

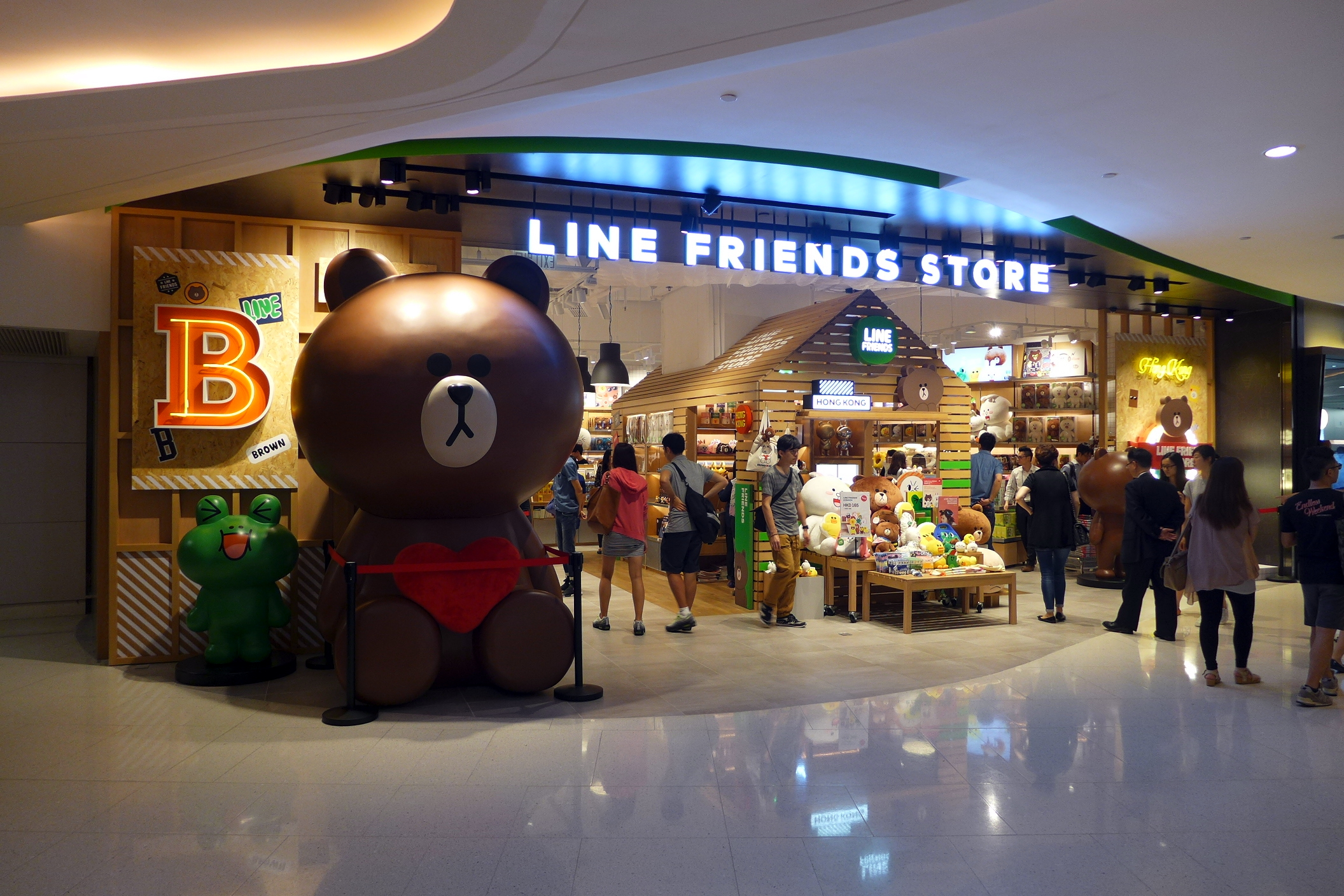
Tienda de Line Friends en Hysan Place, Hong Kong

Line Friends (estilizado como LINE FRIENDS) son personajes basados en los stickers de la aplicación de mensajería Line. Fueron publicados en 2011 por Line Corporation, una subsidiaria japonesa de la empresa de navegación web surcoreana Naver Corporation. Estos personajes son usados en varios productos, animaciones, juegos, cafeterías, hoteles y parques temáticos. La marca es administrada actualmente por su subsidiaria Line Friends Corporation desde 2015.
Los personajes originales fueron creados en 2011 por Kang Byeongmok, también conocido como "Mogi".
Además de su tienda en línea también se han abierto tienda en Taiwán (Taipéi), Seúl, Tokio, Bangkok, Shanghái, Hong Kong, Nueva York (Times Square) y Los Ángeles (Hollywood).

## Personajes

### LINE Friends/Brown & Friends
- Cony, Brown, Moon y James (añadidos en 2011)
- Boss, Jessica y Sally (añadidos en 2013)
- Leonard y Edward (añadidos en 2014)
- La hermana menor de Brown, Choco, y su novio Pangyo (añadidos en 2016)[6]

### BT21

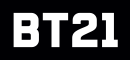
Logo de BT21.

BT21 es la primera presentación de LINE Friends Creators, un proyecto formado para crear nuevos personajes para la serie Line Friends. La banda surcoreana BTS es el primer artista de este proyecto. El objetivo de esta colección es mostrar la conexión entre BTS y Line Friends en términos de popularidad en el mundo. Consta de 8 personajes especiales que diseñaron los miembros del grupo.
- Tata es un personaje que a veces sonríe. Es un alienígena curioso que puede cambiar de forma, con cabeza en forma de corazón y un cuerpo azul con puntos amarillos. Fue creado por V.
- Chimmy es un personaje que  tiene su lengua afuera todo el tiempo. Es un cachorro apasionado que usa una sudadera amarilla con capucha. Fue creado por Jimin.
- Koya es un personaje que duerme siempre. Es un koala bebé azul con orejas removibles (se caen cuando está sorprendido). Fue creado por RM.
- Mang es un personaje al que le gusta bailar. Su identidad es desconocida ya que lleva una máscara que usa para ocultar su identidad, la cual tiene forma de caballo con una nariz en forma de corazón. Fue creado por J-Hope.
- RJ es un personaje al que le gusta comer. Es una alpaca blanca y amable que usa una bufanda roja. También usa una parka gris cuando hace frío. Fue creado por Jin.
- Shooky es un personaje un poco tosco. Es una pequeña galleta de chocolate, asustadiza y que odia la leche. Fue creado por Suga.
- Cooky es un personaje al que le gusta su cuerpo como un templo. Es un conejo rosado tierno pero fuerte, con una ceja llamativa y una cola blanca con un corazón. Fue creado por Jungkook.
- Van  es el robot de Tata. La mitad de su cuerpo es gris con un ojo en forma de X, y la otra mitad es blanca con ojo en forma de O. Es el protector de BT21 y fue creado por RM para representar al fandom de BTS, A.R.M.Y.

###### ¿Qué significa el 21 en BT21?[8]
El nombre BT21 es una combinación del nombre del grupo BTS y del siglo XXI (21 en Romano). Suga dijo que el nombre debe representar tanto a BTS como al siglo XXI para que puedan vivir los próximos 100 años.